# 2020-21 アトレティコ・マドリード
2020-21 アトレティコ・マドリードは、アトレティコ・マドリードの創設後114シーズン目である2020-21シーズンの成績を記述したもの。

## シーズン概要

### 前半戦
昨シーズンは無冠に終わって始まった2020-21シーズンは、夏の移籍市場でライバルFCバルセロナから放出されたルイス・スアレスを獲得した。2020年9月27日、開幕2試合が延期され、第3節からのスタートとなったグラナダCF戦では、途中出場で2ゴールを挙げたスアレスの活躍もあり、6-1で大勝した。リーグ初戦に限れば、1955-56シーズンのエルクレスCFに9-0で勝利した試合に次ぐ好記録である。10月6日、トーマス・パーテイが契約解除金をリーガ・デ・フトボル・プロフェシオナル（スペイン・プロリーグ機構）へ預託してアーセナルFCに移籍した。同日、アーセナルからルーカス・トレイラをレンタルで獲得し、翌月にはトーマス移籍時の特例を活用してジョフレイ・コンドグビアをバレンシアCFから完全移籍で獲得した。10月21日にはUEFAチャンピオンズリーグが開幕し、グループステージ初戦は昨年度の王者FCバイエルン・ミュンヘンとの対戦だったが、4-0で完敗し、チャンピオンズリーグは黒星スタートとなった。翌月11月16日には得点源だったスアレスが新型コロナウイルス検査で陽性になり、およそ2週間の隔離を強いられた。この期間の21日には、バルセロナとのリーグ優勝を争う大一番が組まれていたが、前半終了間際に得点を挙げたヤニック・カラスコの活躍もあって1-0で勝利を飾った。12月10日、負ければチャンピオンズリーグ敗退が懸かったレッドブル・ザルツブルク戦では、移籍後初ゴールとなったマリオ・エルモソの決勝ゴールもあり、グループステージ最終節でベスト16進出を決めた。3日後には宿敵レアル・マドリードとのマドリードダービーに臨んだが、2-0で完敗し、2020-21シーズンのリーグ戦初黒星を喫した。シーズン前半戦が終わる直前の24日にはここまでリーグ戦全試合に出場していたキーラン・トリッピアーが賭博行為によって10週間のプレー禁止措置を課され、5日後にはジエゴ・コスタが「個人的な理由」によりクラブを去った。

### 後半戦

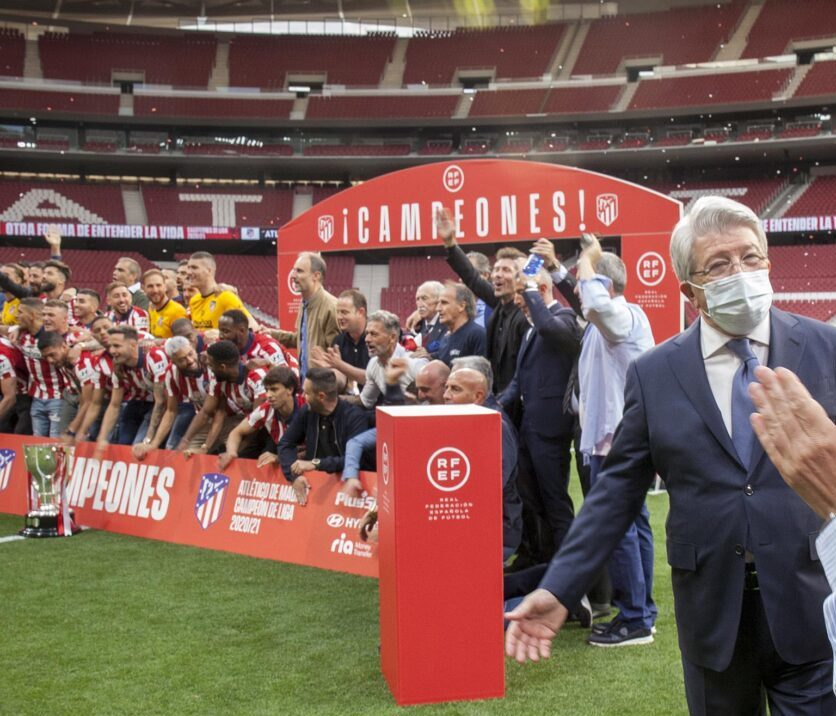
優勝セレモニーでのアトレティコ

年が明けた2021年1月7日、コパ・デル・レイ3回戦で、セグンダBのUEコルネジャに敗れ、コパ・デル・レイ早期敗退が決まった。2月17日と2日、延期分と本来のスケジュールにより、レバンテUDとのリーグ2連戦を戦うことになったが、延期分は1-1でのドロー、20日は0-2で敗れ、勝ち点合わせて5を失ったアトレティコは、2位レアル・マドリードとの差が勝ち点3に縮まってしまった。2月24日、チャンピオンズリーグベスト16にて、チェルシーFCと顔を合わせたアトレティコだったが、オリヴィエ・ジルーのオーバヘッド弾を許し、第1戦を0-1で落とした。続く、3月17日の第2戦、カウンター2発に沈んだアトレティコは、チャンピオンズリーグベスト16で大会を後にした。その後、調子を崩したアトレティコは、第29節のセビージャFC戦に0-１で敗戦、翌節ベティスには1-1で勝ち点1、32節のアスレティック・ビルバオ戦では、2-1で敗れ、この時点でリーグ2位のバルセロナとは勝ち点2差、4位のセビージャとは3差しかなく、ラ・リーガの優勝争いはアトレティコ、バルセロナ、レアル・マドリードそしてセビージャと4チームでのレースという構造になった。5月9日、勝てば首位継続、負ければ首位陥落という優勝の命運を左右するバルセロナ戦に入ったアトレティコだったが、0-0でのスコアレスドローに終わり、後日行われたレアル・マドリード対セビージャも2-2の痛み分けになったため、順位に変動は起こらなかった。3連勝でリーグ優勝が確定するラスト3節はレアル・ソシエダ、CAオサスナ、レアル・バリャドリードという日程だったが、初戦のソシエダには2-1で勝利、オサスナ戦では先制されるも、88分のスアレスの劇的逆転ゴールによって2連勝。最終節バジャドリード戦は、またもや先制点を献上するが、再びスアレスの2試合連続となる逆転ゴールによって2-1で勝利を果たし、2013-14シーズン以来となるラ・リーガ優勝を達成した。また、最終節はレアル・マドリード対ビジャレアルCFの試合が同時キックオフになっており、レアル・マドリードは2-1で勝利していた。仮にアトレティコがバジャドリード戦に敗れていれば、リーグ最終節での首位転落となる可能性があった。
このリーグ優勝によって、クラブにとっては7シーズンぶり通算11回目のラ・リーガ制覇となった。

## 登録メンバー
注：選手の国籍表記はFIFAの定めた代表資格ルールに基づく。
| No. | Pos. |                    | 選手名                      |
| --- | ---- | ------------------ | --------------------------- |
| 1   | GK   | クロアチア         | イヴォ・グルビッチ          |
| 2   | DF   | ウルグアイ         | ホセ・マリア・ヒメネス ()   |
| 4   | MF   | 中央アフリカ共和国 | ジョフレイ・コンドグビア () |
| 5   | MF   | ウルグアイ         | ルーカス・トレイラ ()       |
| 6   | MF   | スペイン           | コケ ()                     |
| 7   | FW   | ポルトガル         | ジョアン・フェリックス      |
| 8   | MF   | スペイン           | サウール                    |
| 9   | FW   | ウルグアイ         | ルイス・スアレス ()         |
| 10  | FW   | アルゼンチン       | アンヘル・コレア ()         |
| 11  | MF   | フランス           | トマ・レマル ()             |
| 12  | DF   | ブラジル           | レナン・ロディ ★            |

| No. | Pos. |              | 選手名                        |
| --- | ---- | ------------ | ----------------------------- |
| 13  | GK   | スロベニア   | ヤン・オブラク (副キャプテン) |
| 14  | MF   | スペイン     | マルコス・ジョレンテ          |
| 15  | DF   | モンテネグロ | ステファン・サヴィッチ ()     |
| 16  | MF   | メキシコ     | エクトル・エレーラ ()         |
| 18  | DF   | ブラジル     | フェリペ ★                    |
| 19  | FW   | フランス     | ムサ・デンベレ ()             |
| 20  | MF   | スペイン     | ビトーロ                      |
| 21  | MF   | ベルギー     | ヤニック・カラスコ () ()      |
| 22  | DF   | スペイン     | マリオ・エルモソ              |
| 23  | DF   | イングランド | キーラン・トリッピアー ★      |
| 24  | DF   | クロアチア   | シメ・ヴルサリコ              |

※括弧内の国旗はその他の保有国籍を、星印はEU圏外選手を示す。

## 移籍

### 加入選手
| Pos. | 国籍                   | 選手                     | 年齢 | 獲得元                         | オプション     | 夏/冬      | 移籍金       | ソース |
| ---- | ---------------------- | ------------------------ | ---- | ------------------------------ | -------------- | ---------- | ------------ | ------ |
| FW   | スペインの旗           | アルバロ・モラタ         | 27   | チェルシー                     | 完全移籍       | 夏         | 5600万ユーロ |        |
| FW   | クロアチアの旗         | ニコラ・カリニッチ       | 32   | ローマ                         | レンタルバック | 夏         | -            |        |
| MF   | スペインの旗           | ビクトル・モジェホ       | 19   | デポルティーボ・ラ・コルーニャ | レンタルバック | 夏         | -            |        |
| DF   | スペインの旗           | フランシスコ・モンテーロ | 21   | デポルティーボ・ラ・コルーニャ | レンタルバック | 夏         | -            |        |
| DF   | アルゼンチンの旗       | ネウエン・ペレス         | 20   | ファマリカン                   | レンタルバック | 夏         | -            |        |
| GK   | クロアチアの旗         | イヴォ・グルビッチ       | 24   | ロコモティヴァ                 | 完全移籍       | 夏         | 350万ユーロ  | [ 21 ] |
| MF   | ベルギーの旗           | ヤニック・カラスコ       | 26   | 大連                           | 完全移籍       | 夏         | 2700万ユーロ | [ 22 ] |
| FW   | ウルグアイの旗         | ルイス・スアレス         | 33   | バルセロナ                     | フリー移籍     | 夏         | -            | [ 1 ]  |
| MF   | ウルグアイの旗         | ルーカス・トレイラ       | 24   | アーセナル                     | レンタル移籍   | 夏         | 非公表       | [ 23 ] |
| MF   | 中央アフリカ共和国の旗 | ジョフレイ・コンドグビア | 27   | バレンシア                     | 完全移籍       | 移籍期間外 | 非公表       | [ 24 ] |
| FW   | フランスの旗           | ムサ・デンベレ           | 24   | リヨン                         | レンタル移籍   | 冬         | 150万ユーロ  | [ 25 ] |

### 退団選手
| Pos. | 国籍             | 選手                         | 年齢 | 移籍先             | オプション   | 夏/冬 | 移籍金       | ソース |
| ---- | ---------------- | ---------------------------- | ---- | ------------------ | ------------ | ----- | ------------ | ------ |
| MF   | スペインの旗     | オスカル・クレメンテ         | 21   | ラス・パルマス     | 完全移籍     | 夏    | 非公表       | [ 26 ] |
| GK   | スペインの旗     | アントニオ・アダン           | 33   | スポルティングCP   | 契約満了     | 夏    | -            | [ 27 ] |
| DF   | ブラジルの旗     | カイオ・エンヒキ             | 23   | モナコ             | 完全移籍     | 夏    | 800万ユーロ  | [ 28 ] |
| FW   | スペインの旗     | ダリオ・ポベダ               | 23   | ヘタフェ           | レンタル移籍 | 夏    | 非公表       | [ 29 ] |
| DF   | スペインの旗     | フランシスコ・モンテーロ     | 21   | ベシクタシュ       | レンタル移籍 | 夏    | 非公表       | [ 30 ] |
| FW   | スペインの旗     | アルバロ・モラタ             | 27   | ユヴェントス       | レンタル移籍 | 夏    | 1000万ユーロ | [ 31 ] |
| DF   | コロンビアの旗   | サンティアゴ・アリアス       | 28   | レバークーゼン     | レンタル移籍 | 夏    | 1200万ユーロ | [ 32 ] |
| FW   | クロアチアの旗   | ニコラ・カリニッチ           | 32   | エラス・ヴェローナ | 完全移籍     | 夏    | 非公表       | [ 33 ] |
| DF   | アルゼンチンの旗 | ネウエン・ペレス             | 20   | グラナダ           | レンタル移籍 | 夏    | フリー       | [ 34 ] |
| FW   | スペインの旗     | ビクトル・モジェホ           | 19   | ヘタフェ           | レンタル移籍 | 夏    | フリー       | [ 35 ] |
| MF   | ガーナの旗       | トーマス・パーテイ           | 27   | アーセナル         | 完全移籍     | 夏    | 5000万ユーロ | [ 36 ] |
| FW   | スペインの旗     | ジエゴ・コスタ               | 32   | 未定               | 契約解除     | 冬    | -            | [ 37 ] |
| DF   | スペインの旗     | マヌ・サンチェス             | 20   | オサスナ           | レンタル移籍 | 冬    | フリー       | [ 38 ] |
| FW   | セルビアの旗     | イヴァン・シャポニッチ       | 23   | カディス           | レンタル移籍 | 冬    | フリー       | [ 39 ] |
| MF   | ウルグアイの旗   | フアン・マヌエル・サナブリア | 20   | レアル・サラゴサ   | レンタル移籍 | 冬    | フリー       | [ 40 ] |

## プレシーズン
勝
      分
      負
| 親善試合 2020年9月19日 | アトレティコ・マドリード                  | 4–1      | アルメリア | マドリード                                 |  |
|                        | モラタ · コスタ · モジェホ · シャポニッチ | レポート | マラシュ   | 競技場: ワンダ・メトロポリターノ 観客数: 0 |  |

## 大会

### ラ・リーガ
順位表
| 順 | チーム                       | 試 | 勝 | 分 | 敗 | 得 | 失 | 差  | 点 | 出場権または降格                                       |
| -- | ---------------------------- | -- | -- | -- | -- | -- | -- | --- | -- | ------------------------------------------------------ |
| 1  | アトレティコ・マドリード (C) | 38 | 26 | 8  | 4  | 67 | 25 | +42 | 86 | UEFAチャンピオンズリーグ 2021-22グループステージに出場 |
| 2  | レアル・マドリード           | 38 | 25 | 9  | 4  | 67 | 28 | +39 | 84 | UEFAチャンピオンズリーグ 2021-22グループステージに出場 |
| 3  | バルセロナ                   | 38 | 24 | 7  | 7  | 85 | 38 | +47 | 79 | UEFAチャンピオンズリーグ 2021-22グループステージに出場 |
| 4  | セビージャ                   | 37 | 23 | 5  | 9  | 52 | 33 | +19 | 74 | UEFAチャンピオンズリーグ 2021-22グループステージに出場 |
| 5  | レアル・ソシエダ             | 38 | 17 | 11 | 10 | 59 | 38 | +21 | 62 | UEFAヨーロッパリーグ 2021-22グループステージに出場     |

最終更新は2021年5月23日の試合終了時
出典: La Liga（スペイン語）, BDFutbol（スペイン語）
順位の決定基準: 1.勝点 2.当該チーム間の勝点 3.当該チーム間の得失点差 4.総得失点差 5.総得点数 6.反則ポイント 7.順位決定戦.

### コパ・デル・レイ
| 1回戦 2020年12月16日 | カルダサール | 0–3      | アトレティコ・マドリード                        | カルダサー                                                  |  |
|                      |              | レポート | レマル 24分 · サンチェス 42分 · ヴルサリコ 83分 | 競技場: エス・モレテルス 主審: ホルヘ・フィゲロア・バスケス |  |

| 2回戦 2021年1月16日 | コルネジャ   | 1–0      | アトレティコ・マドリード | コルネジャ                                                                  |  |
|                     | ヒメネス 7分 | レポート |                          | 競技場: ノウ・カンプ・ムニシパル 主審: ギジェルモ・クアダラ・フェルナンデス |  |

### UEFAチャンピオンズリーグ
グループステージ
| チーム                   | 試 | 勝 | 分 | 敗 | 得 | 失 | 差  | 点 |
| ------------------------ | -- | -- | -- | -- | -- | -- | --- | -- |
| バイエルン・ミュンヘン   | 6  | 5  | 1  | 0  | 18 | 5  | +13 | 16 |
| アトレティコ・マドリード | 6  | 2  | 3  | 1  | 7  | 8  | −1  | 9  |
| ザルツブルク             | 6  | 1  | 1  | 4  | 10 | 17 | −7  | 4  |
| ロコモティフ・モスクワ   | 6  | 0  | 3  | 3  | 5  | 10 | −5  | 3  |

|                          | BAY   | ATL   | SAL   | LOM   |
| ------------------------ | ----- | ----- | ----- | ----- |
| バイエルン・ミュンヘン   | —     | 4 - 0 | 3 - 1 | 2 - 0 |
| アトレティコ・マドリード | 1 - 1 | —     | 3 - 2 | 0 - 0 |
| ザルツブルク             | 2 - 6 | 0 - 2 | —     | 2 - 2 |
| ロコモティフ・モスクワ   | 1 - 2 | 1 - 1 | 1 - 3 | —     |

| 2020年10月21日 | バイエルン・ミュンヘン                            | 4 – 0    | アトレティコ・マドリード | フースバル・アレーナ・ミュンヘン, ミュンヘン |  |
| 21:00          | コマン 28分, 72分 · ゴレツカ 41分 · トリッソ 66分 | レポート |                          | 観客数: 0人 主審: マイケル・オリヴァー       |  |

| 2020年10月27日 | アトレティコ・マドリード                  | 3 – 2    | ザルツブルク                           | エスタディオ・メトロポリターノ, マドリード |  |
| 21:00          | ジョレンテ 29分 · フェリックス 52分, 85分 | レポート | ソボスライ 40分 · フェリペ 47分 (o.g.) | 観客数: 0人 主審: オヴィディウ・ハツェガン |  |

| 2020年11月3日     | ロコモティフ・モスクワ      | 1 – 1    | アトレティコ・マドリード | ロコモティフ・スタジアム, モスクワ         |  |
| 18:55 (20:55 MSK) | A・ミランチュク 25分 (pen.) | レポート | ヒメネス 18分            | 観客数: 8,147人 主審: ブノワ・バスティアン |  |

| 2020年11月25日 | アトレティコ・マドリード | 0 – 0    | ロコモティフ・モスクワ | エスタディオ・メトロポリターノ, マドリード |  |
| 21:00          |                          | レポート |                        | 観客数: 0人 主審: スラヴコ・ヴィンチッチ   |  |

| 2020年12月1日 | アトレティコ・マドリード | 1 – 1    | バイエルン・ミュンヘン | エスタディオ・メトロポリターノ, マドリード |  |
| 21:00         | フェリックス 26分        | レポート | ミュラー 86分 (pen.)   | 観客数: 0人 主審: クレマン・トゥルパン     |  |

| 2020年12月9日 | ザルツブルク | 0 – 2    | アトレティコ・マドリード      | シュタディオン・ザルツブルク, ザルツブルク |  |
| 21:00         |              | レポート | エルモソ 39分 · カラスコ 86分 | 観客数: 0人 主審: アンソニー・テイラー     |  |

ベスト16
| 2021年2月24日 | アトレティコ・マドリード | 0 - 1    | チェルシー  | アレーナ・ナツィオナラ, ブカレスト     |  |
| 21:00         |                          | レポート | ジルー 68分 | 観客数: 0 主審: フェリックス・ブリッヒ |  |

| 2021年3月18日     | チェルシー                          | 2 - 0    | アトレティコ・マドリード | スタンフォード・ブリッジ, ロンドン   |  |
| 21:00 (20:00 GMT) | ジイェシュ 34分 · エメルソン 90+4分 | レポート |                          | 観客数: 0 主審: ダニエレ・オルサート |  |

## 統計
2021年5月23日現在

### 出場
| # | No. | Pos. | 選手                   | リーグ戦 | カップ戦 | CL | 通算 |
| - | --- | ---- | ---------------------- | -------- | -------- | -- | ---- |
| 1 | 10  | FW   | アンヘル・コレア       | 38       | 2        | 8  | 48   |
| 2 | 13  | GK   | ヤン・オブラク         | 38       | 0        | 8  | 46   |
| 3 | 6   | MF   | コケ                   | 37       | 0        | 8  | 45   |
| 3 | 14  | MF   | マルコス・ジョレンテ   | 37       | 0        | 8  | 45   |
| 5 | 15  | DF   | ステファン・サヴィッチ | 33       | 1        | 8  | 42   |

### 得点
| # | No. | Pos. | 選手                   | リーグ戦 | カップ戦 | CL | 通算 |
| - | --- | ---- | ---------------------- | -------- | -------- | -- | ---- |
| 1 | 9   | FW   | ルイス・スアレス       | 21       | 0        | 0  | 21   |
| 2 | 14  | MF   | マルコス・ジョレンテ   | 12       | 0        | 1  | 13   |
| 3 | 7   | FW   | ジョアン・フェリックス | 7        | 0        | 3  | 10   |
| 4 | 10  | FW   | アンヘル・コレア       | 9        | 0        | 0  | 9    |
| 5 | 21  | MF   | ヤニック・カラスコ     | 6        | 0        | 1  | 7    |

### クリーンシート
| # | No. | 選手                 | 出場 | クリーンシート |
| - | --- | -------------------- | ---- | -------------- |
| 1 | 13  | ヤン・オブラク       | 46   | 21             |
| 2 | 1   | イヴォ・グルビッチ   | 1    | 1              |
| 3 | 31  | ミゲル・サン・ロマン | 1    | 0              |

## 受賞
- サモラ賞 :  ヤン・オブラク
- ラ・リーガ月間最優秀選手賞 :  ジョアン・フェリックス (11月)
- ラ・リーガ年間MVP :  ヤン・オブラク[41]